# Шеллер, Ана София
Ана София Ше́ллер (род. 6 ноября 1985) — аргентинская и американская балерина, солистка труппы «Нью-Йорк Сити Балет» (с 2004) и Сан-Франциско Балет (с 2017), прима-балерина Национальной оперы Украины (2019—2022).

## Биография
Родилась в Аргентине. Старший брат Аны после школы занимался футболом. Когда Ана пошла учиться, мать записала её в школьную танцевальную студию. Когда Ана училась в четвёртом классе, её увидела посетившая студию Нэнси Бокка (сестра Хулио Бокка[уточнить]) — она отметила физические данные ребёнка и посоветовала поступить в свою балетную школу. Мать Аны ничего не знала о балете, однако, получив согласие дочери, отдала её на обучение к Бокка.
В 13 лет Ана переехала в Нью-Йорк, где начала учиться в Школе американского балета. После окончания обучения, в 2004 году, она была принята в труппу Нью-Йорк Сити Балет, где вскоре заняла положение солистки. В 2017 году стала прима-балериной Балета Сан-Франциско. В 2019 году переехала в Киев, где стала прима-балериной Национальной оперы Украины. В 2022 году, в связи вторжения России на Украину, была вынуждена покинуть труппу.